# Bubba
Bubba (original Bubba the Caveduck) är en liten stenåldersanka i Duck Tales-serierna. Från debuten i första avsnittet av säsong två 1988 förekom han sporadiskt i TV-serien och i de tecknade serierna i några år. Han råkade följa med Joakim von Anka och Knattarna i en tidsmaskin från förhistorien till nutid. Bubba är i samma ålder som Knattarna och Anki Anka. Han blir tidigt fäst vid Joakim, men känslorna är inte besvarade, då Joakim tycker att Bubba mest är störig och han blir inte gladare av att den lille pojken kallar honom Oakim. I fjärde avsnittet, "Ankor på rymmen", inser Joakim hur orättvis han har varit mot Bubba och blir mjukare mot honom. Det blir med sorg i hjärtat som han skickar tillbaka Bubba till hans egen tid. När Bubba kommer tillbaka, tack vare tidsmaskinen, blir det ett kärt återseende bland Sigge och Knattarna och Joakim blir extra glad. Dock kan han inte låta bli att fråga Bubba varför han inte stannar hemma. Bubba ler och svarar att han är hemma – "med Oakim!" Det gör farbror Joakim väldigt rörd och han kramar om Bubba.
Bubba har ett husdjur som heter Fossing, en liten triceratops.